# Núria Olivé i Vancells
Núria Olivé i Vancells (Barcelona, 20 d'agost de 1968) és una exjugadora d'hoquei sobre herba catalana.
Es formà a l'Atlètic Terrassa Hockey Club, amb el qual debutà a la Divisió d'Honor espanyola la temporada 1987-88 i guanyà un Campionat de Catalunya. Posteriorment jugà al Línia 22 Hoquei Club i al Junior Futbol Club. Internacional amb la selecció espanyola d'hoquei sobre herba entre 1987 i 1992, participà amb 23 anys als Jocs Olímpics de Barcelona 1992, on aconseguí la medalla d'or.

## Palmarès
Clubs
- 1 Campionat de Catalunya d'hoquei sobre herba femení: 1987-88

Selecció espanyola
- 1 medalla d'or als Jocs Olímpics de Barcelona 1992